# Mosstjärnet (Köla socken, Värmland)
Mosstjärnet är en sjö i Eda kommun i Värmland och ingår i Göta älvs huvudavrinningsområde. Sjöns area är 0,016 kvadratkilometer och den befinner sig 145 meter över havet.